# Przemysł odzieżowy

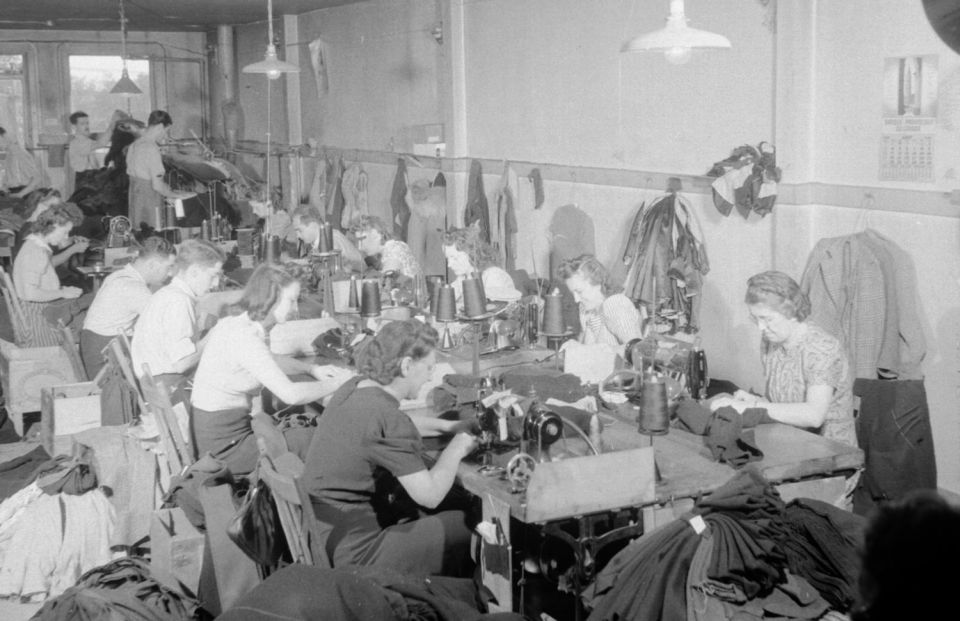
Projektanci i szwaczki pracujące przy produkcji odzieży Fabryka odzieży damskiej "Laniel Maurice Enrg" (1941)

Przemysł odzieżowy – dział gospodarki, który zajmuje się wytwarzaniem odzieży z tkanin oraz dzianin, głównie bawełnianych, wełnianych, jedwabnych, jak również z innych surowców, np. skóry.